# Краузер, Босли
Бо́сли Кра́узер (англ. Bosley Crowther; 13 июля 1905, Лютервилл, Мэриленд — 7 марта 1981, Маунт-Киско, Нью-Йорк) — американский кинокритик. В годы Второй мировой войны и после неё руководил киноразделом The New York Times.

## Ранние годы
Родился в Лютервилле, затем семья переехала в Уинстон-Сейлем, где юный Краузер участвовал в издании местной газеты The Evening Star.
Позже семья переехала в Вашингтон, где Краузер в 1922 году окончил Western High School. После двух лет подготовки в школе в Орандже он поступил в Принстонский университет, где изучал историю. В студенческие годы был редактором The Daily Princetonian. В 1928 году выиграл в национальном конкурсе сочинений, организованном New York Times, получив в качестве приза летний тур по Европе за 500 долларов.
Ему предложили работу репортёра в нью-йоркской газете с зарплатой 30 долларов в неделю, от которой он отказался, надеясь найти работу в небольшой газете в южных штатах. Однако зарплату, которую предлагали такие газеты, была мизерной. Поэтому он согласился работать репортёром в New York Times, где в 1933 году был приглашён в отдел драмы. В течение пяти лет писал обзоры бродвейских постановок и позже познакомился с Флоренс Маркс, на которой женился 20 января 1933 года.

## Авторитет
С начала 1940-х по конец 1960-х годов Краузер руководил киноразделом New York Times. Его авторитет был настолько велик, что безапелляционно резкие, эмоциональные суждения и критика не раз становились залогом коммерческого успеха или провала фильма. Критик был известен своей нелюбовью к японскому кино. Он ругал «Трон в крови» (1957), а «Годзиллу» (1954) назвал убожеством. В то же время он восторгался итальянскими неореалистами (Роберто Росселлини, Федирико Феллини, Витторио де Сика) и Ингмаром Бергманом, способствуя росту их популярности в США.
В 1960-е годы взгляды Краузера считались такими старомодными, что, по воспоминаниям Джонатана Розенбаума, среди «продвинутой» молодёжи было хорошим тоном поднимать его на смех. Он признавал художественными неудачами такие вехи модернистского кино, как "Приключение" и «Психо»; одновременно восхвалял провалившийся пеплум "Клеопатра". Отрицательная рецензия Краузера на фильм "Бонни и Клайд" (1967) вызвала панику у продюсеров, опасавшихся, что никто после этого не пойдёт его смотреть. В 1968 году, после начала эры Нового Голливуда Краузер ушёл на пенсию.